# New Kingstown
New Kingstown és una concentració de població designada pel cens dels Estats Units a l'estat de Pennsilvània. Segons el cens del 2000 tenia 539 habitants.

## Demografia
Segons el cens del 2000, New Kingstown tenia 539 habitants, 222 habitatges, i 158 famílies. La densitat de població era de 130,9 habitants/km².
Dels 222 habitatges en un 31,5% hi vivien nens de menys de 18 anys, en un 59% hi vivien parelles casades, en un 8,1% dones solteres, i en un 28,8% no eren unitats familiars. En el 25,2% dels habitatges hi vivien persones soles el 7,7% de les quals corresponia a persones de 65 anys o més que vivien soles. El nombre mitjà de persones vivint en cada habitatge era de 2,43 i el nombre mitjà de persones que vivien en cada família era de 2,84.
Per edats la població es repartia de la següent manera: un 24,1% tenia menys de 18 anys, un 5,8% entre 18 i 24, un 31,7% entre 25 i 44, un 27,5% de 45 a 60 i un 10,9% 65 anys o més.
L'edat mediana era de 38 anys. Per cada 100 dones de 18 o més anys hi havia 91,1 homes.
La renda mediana per habitatge era de 46.652 $ i la renda mediana per família de 44.844 $. Els homes tenien una renda mediana de 31.958 $ mentre que les dones 25.608 $. La renda per capita de la població era de 29.541 $. Cap de les famílies i l'1% de la població estaven per davall del llindar de pobresa.

## Poblacions més properes
El següent diagrama mostra les poblacions més properes.